# Isis Valverde
Isis Nable Valverde (Aiuruoca, 17 febbraio 1987) è un'attrice brasiliana.

## Biografia
Isis Nable Valverde è nata ad Aiuruoca, ma all'età di 15 anni si è trasferita a Belo Horizonte, dove ha studiato e vissuto per 3 anni. All'età di sedici anni, ha iniziato a fare la modella e la testimonial nella pubblicità. Si è trasferita a Rio de Janeiro a 18 anni, per seguire corsi di teatro.
Ha due nonni che sono italiani, avendo anche viaggiato in Italia in cerca di riconoscimento della sua cittadinanza italiana.

## Filmografia

### Televisione
- Sinhá Moça (2006)
- Paraíso Tropical (2007)
- Beleza Pura (2008)
- Caminho das Índias (2009)
- Ti Ti Ti (2010)
- As Brasileiras (2012)
- Avenida Brasil (2012)
- O Canto da Sereia (2013)
- Amores Roubados (2014)
- Boogie Oogie (2014)
- A Força do Querer (2017)
- Amor de Mãe (2019)

### Cinema
- Ré Bemol (2007)
- Faroeste Caboclo (2013)
- Amor.com (2017)
- Malasartes e o Duelo com a Morte (2017)
- Simonal (2018)
- As Fabulosas Aventuras de Inês (2020)